# Pánfilo Escobar
Pánfilo Eugenio Escobar Amarilla (ur. 7 września 1974 w Luque) – paragwajski piłkarz występujący na pozycji obrońcy.

## Kariera klubowa
Escobar rozpoczynał swoją karierę piłkarską w drużynie Club Guaraní z siedzibą w stołecznym mieście Asunción, której barwy reprezentował podczas sezonu 2000 i wywalczył z nią wówczas wicemistrzostwo Paragwaju. W 2001 roku odszedł do Sportivo Luqueño, gdzie miał więcej szans na regularną grę i zdobył z nim kolejny tytuł wicemistrzowski. Na początku rozgrywek 2003 podpisał umowę z Club Nacional, a rok później został wypożyczony do boliwijskiego Club Blooming. Mimo iż barwy Nacionalu reprezentował przez trzy sezony, to podobnie jak z Bloomingiem nie osiągnął z tą ekipą większych sukcesów zarówno na arenie krajowej, jak i międzynarodowej.
Wiosną 2007 Escobar przeszedł do drugoligowego Club General Caballero, a po pół roku po raz kolejny wyjechał za granicę, tym razem do Kolumbii, gdzie został graczem Deportes Quindío. Nie mogąc wywalczyć sobie miejsca w pierwszym składzie, w 2008 roku odszedł do ekwadorskiego Técnico Universitario, za to w 2009 roku powrócił do ojczyzny, do drugoligowego Sportivo Trinidense, z którym wywalczył awans do paragwajskiej Primera División. On sam pozostał jednak na drugim szczeblu rozgrywek, gdzie reprezentował barwy Club General Díaz i Club River Plate. W drugim z wymienionych klubów zdecydował się zakończyć profesjonalną karierę w wieku 37 lat.

## Kariera reprezentacyjna
W seniorskiej reprezentacji Paragwaju Escobar zadebiutował w 2001 roku za kadencji urugwajskiego selekcjonera Sergio Markariána. Wówczas także został powołany na turniej Copa América, gdzie wystąpił w dwóch spotkaniach, a jego kadra nie zdołała wyjść z grupy. Ogółem swój bilans reprezentacyjny zamknął na trzech rozegranych meczach bez zdobytej bramki.